# Robbie Stirling
Robbie Stirling (ur. 7 września 1960 roku w Toronto) – kanadyjski kierowca wyścigowy.

## Kariera
Stirling rozpoczął karierę w wyścigach samochodowych w 1989 roku od startów w World Sports-Prototype Championship, gdzie jednak nie był klasyfikowanu. W tym samym roku w klasie C2 24-godzinnego wyścigu Le Mans zajął drugie miejsce. W późniejszych latach pojawiał się także w stawce RAC Esso British Touring Car Championship, Sportscar World Championship, Brytyjskiej Formuły 3000, Interserie Div. 1, World Cup Formula 3000 - Moosehead GP, Brytyjskiej Formuły 2, Formuły 3000, International Sports Racing Series, FIA Sportscar Championship, EuroBOSS, American Le Mans Series, Le Mans Endurance Series oraz Grand-Am - Continental Tire Sports Car Challenge.
W Formule 3000 Kanadyjczyk wystartował w jednym wyścigu sezonu 1994 z brytyjską ekipą Omegaland. W tym wyścigu nie dojechał jednak do mety.